# United Airlines Tournament of Champions
United Airlines Tournament of Champions – kobiecy turniej tenisowy organizowany corocznie w latach 1980–1986 w Orlando. Do turnieju kwalifikowały się tenisistki, które w mijającym roku wygrały co najmniej jeden turniej z pulą nagród minimum 20 000 $. W 1986 roku ostatnia edycja odbyła się w Marco Island. W 2009 roku turniej tej kategorii został wznowiony jako WTA Tournament of Champions. W Orlando w latach 1974–1975 rozgrywany był także inny turniej tenisowy – Barnett Bank Tennis Classic.

## Mecze finałowe

### Gra pojedyncza
| Rok  | Mistrzyni           | Finalistka           | Wynik    |
| 1986 | Chris Evert-Lloyd   | Claudia Kohde-Kilsch | 6:2, 6:4 |
| 1985 | Martina Navrátilová | Katerina Maleewa     | 6:1, 6:0 |
| 1984 | Martina Navrátilová | Laura Arraya         | 6:0, 6:1 |
| 1983 | Martina Navrátilová | Andrea Jaeger        | 6:1, 7:5 |
| 1982 | Martina Navrátilová | Wendy Turnbull       | 6:2, 7:5 |
| 1981 | Martina Navrátilová | Andrea Jaeger        | 7:5, 6:3 |
| 1980 | Martina Navrátilová | Tracy Austin         | 6:2, 6:4 |

### Gra podwójna
| Rok  | Mistrzynie                           | Finalistki                      | Wynik                      |
| 1986 | Martina Navrátilová Andrea Temesvári | Kathy Jordan Elise Burgin       | 7:5, 6:2                   |
| 1985 | Martina Navrátilová Pam Shriver      | Elise Burgin Kathleen Horvath   | 6:3, 6:1                   |
| 1984 | Claudia Kohde-Kilsch Hana Mandlíková | Anne Hobbs Wendy Turnbull       | 6:0, 1:6, 6:3              |
| 1983 | Billie Jean King Anne Smith          | Martina Navrátilová Pam Shriver | 6:3, 1:6, 7:6              |
| 1982 | Rosie Casals Wendy Turnbull          | Kathy Jordan Anne Smith         | 6:3, 6:3                   |
| 1981 | Martina Navrátilová Pam Shriver      | Rosie Casals Wendy Turnbull     | 6:1, 7:6                   |
| 1980 | Turniej nie był rozgrywany           | Turniej nie był rozgrywany      | Turniej nie był rozgrywany |